# Saison 2006-2007 du Biarritz olympique Pays basque
La saison 2006-2007 du Biarritz olympique Pays basque est la quatre-vingt-cinquième saison du club en première division du championnat de France depuis sa création, la onzième consécutive dans l'élite du rugby à XV français. Le club dispute la septième Heineken Cup de son histoire.
Le BO atteint les demi-finales du Top 14 et ne parvient pas à conserver son titre après deux Boucliers de Brennus en 2005 et 2006. En Heineken Cup, il est éliminé en quarts de finale de la compétition.
L'équipe évolue sous les directives de Patrice Lagisquet (arrières) et Jacques Delmas (avants) pour la troisième saison consécutive.
Le club dispose du quatrième budget du championnat avec 10 millions d'euros (soit un million de plus que la saison précédente) et 5000 abonnés (1300 de plus que la saison précédente). Le stade Aguiléra a été rénové avec la construction d'une nouvelle tribune, portant la capacité à 13 500 places assises et 14 loges.

## Avant-saison

### Transferts estivaux
Plusieurs joueurs majeurs quittent l'effectif à l'intersaison, notamment Thierry Dusautoir, Olivier Olibeau, Federico Martin Aramburu, Didier Chouchan et Census Johnston.
Le club annonce six recrues phares : les internationaux italiens Santiago Dellapè et Andrea Masi, le centre ou ouvreur argentin Marcelo Bosch et les grands espoirs Mohamed Dridi et Romain Cabannes. Deux jokers médicaux sont recrutés en cours de saison : Hedley Wessels fin septembre et Gastón de Robertis en mars 2007 en provenance de Catane.

#### Arrivées
- Gastón de Robertis, pilier (Amatori Catane)
- Mosese Moala, pilier (US Tours)
- Hedley Wessels, pilier (Griquas)
- Yohann Carpentier, deuxième ligne (Stade rochelais)
- Santiago Dellapè, deuxième ligne (SU Agen)
- Trevor Hall, deuxième ligne (Cats)
- Jean-Baptiste Roidot, deuxième ligne (CS Bourgoin-Jallieu)
- Mohamed Dridi, troisième ligne (RC Toulon)
- Gonzalo Padro, troisième ligne (Rugby Rovigo)
- Marcelo Bosch, centre (Belgrano AC)
- Romain Cabannes, centre (Section paloise)
- Andrea Masi, centre (Rugby Viadana)
- Andrea Bacchetti, ailier (Rugby Rovigo)

#### Départs
- Guillaume Bergos, pilier (US Colomiers)
- Census Johnston, pilier (Saracens)
- Colin Noon, pilier (Leeds Carnegie)
- Sébastien Ormaechea, pilier (USA Limoges)
- Olivier Olibeau, deuxième ligne (USA Perpignan)
- Ockert Booyse, deuxième ligne (arrêt)
- Marc Baget, troisième ligne (Aviron bayonnais)
- Denis Cabreton, troisième ligne (Montluçon rugby)
- Didier Chouchan, troisième ligne (Montpellier HR)
- Thierry Dusautoir, troisième ligne (Stade toulousain)
- Shaun Hegarty, centre (Aviron bayonnais)
- Federico Martin Aramburu, centre (USA Perpignan)
- Mickaël Etcheverria, arrière (US Montauban)

### Préparation de la saison
L'effectif reprend l'entraînement début juillet et effectue un stage à Hendaye début août. Deux rencontres amicales sont disputées contre une sélection Côte basque-Landes pour l'inauguration de la tribune Serge Kampf (victoire 80 à 12) et les Sharks de Sale (défaite 20 à 38).

## Saison régulière

### Championnat

#### Classement de la première phase
Le Biarritz olympique termine la première phase à la quatrième place, soit 16 victoires (dont 5 bonifiées), 1 nul et 9 défaites (dont 5 bonifiées).
Avec cinq victoires à l’extérieur et un nul et une défaite à domicile, il présente un bilan positif de +7 au classement britannique.
Le BO présente la quatrième attaque du championnat avec 549 points et la première défense avec 385 points encaissés.
| Rang | Club                   | J  | V  | N | D  | Bo | Bd | Pm  | Pe  | Diff | Pts |
| ---- | ---------------------- | -- | -- | - | -- | -- | -- | --- | --- | ---- | --- |
| 1    | Stade français Paris   | 26 | 19 | 1 | 6  | 6  | 3  | 667 | 433 | +234 | 87  |
| 2    | Stade toulousain       | 26 | 18 | 2 | 6  | 7  | 3  | 643 | 424 | +219 | 86  |
| 3    | ASM Clermont           | 26 | 18 | 0 | 8  | 8  | 4  | 772 | 454 | +318 | 84  |
| 4    | Biarritz olympique (T) | 26 | 16 | 1 | 9  | 5  | 5  | 549 | 385 | +164 | 76  |
| 5    | USA Perpignan          | 26 | 16 | 1 | 9  | 5  | 4  | 493 | 398 | +95  | 75  |
| 6    | CS Bourgoin-Jallieu    | 26 | 11 | 1 | 14 | 5  | 7  | 543 | 484 | +59  | 58  |
| 7    | US Montauban (P)       | 26 | 10 | 2 | 14 | 1  | 9  | 475 | 493 | -18  | 54  |
| 8    | Aviron bayonnais       | 26 | 11 | 1 | 14 | 3  | 2  | 452 | 647 | -195 | 51  |
| 9    | CA Brive               | 26 | 10 | 1 | 15 | 1  | 7  | 419 | 516 | -97  | 50  |
| 10   | SC Albi (P)            | 26 | 11 | 1 | 14 | 1  | 3  | 333 | 512 | -179 | 50  |
| 11   | Castres olympique      | 26 | 9  | 1 | 16 | 3  | 8  | 531 | 576 | -45  | 49  |
| 12   | Montpellier HR         | 26 | 9  | 1 | 16 | 3  | 7  | 442 | 596 | -154 | 48  |
| 13   | SU Agen                | 26 | 9  | 1 | 16 | 1  | 5  | 382 | 520 | -138 | 44  |
| 14   | RC Narbonne            | 26 | 8  | 0 | 18 | 2  | 5  | 521 | 784 | -263 | 39  |

|  | Qualifiés pour la phase finale et la Coupe d'Europe 2007-2008 (#1, #2, #3, #4). |
|  | Qualifiés pour la Coupe d'Europe 2007-2008 (#5, #6). |
|  | Relégués en Pro D2 pour la saison 2007-2008 (#13 et #14). |
|  | T : Tenant du titre 2006 • P : Promus 2006 V : Victoires • N : Matches Nuls • D : Défaites • BO : Bonus Offensif • BD : Bonus Défensif • PP : Points Pour (marqués) • PC : Points Contre (encaissés) • Diff : Différence de points |

### Coupe d’Europe
Le BO partage la poule 6 avec les équipes suivantes :
- les Northampton Saints de Steve Thompson, Sean Lamont, Tom Smith ou encore Carlos Spencer et des Français Christian Labit et David Gérard.
- la province écossaise des Border Reivers emmenée par Nick De Luca, Gregor Townsend, Ross Ford, Steve Scott, Kelly Brown et Bruce Douglas.
- Rugby Parme et ses internationaux Alberto De Marchi, Riccardo Pavan, Nicola Mazzucato et Francesco Mazzariol.

Classement
| Équipe                   | Pts | J | V | N | D | EM | EE | BO | BD | PM  | PE  | Δ    |
| ------------------------ | --- | - | - | - | - | -- | -- | -- | -- | --- | --- | ---- |
| Biarritz olympique (1er) | 29  | 6 | 6 | 0 | 0 | 29 | 5  | 5  | 0  | 186 | 45  | +141 |
| Northampton Saints (8e)  | 20  | 6 | 4 | 0 | 2 | 27 | 13 | 4  | 0  | 188 | 92  | +96  |
| Border Reivers           | 6   | 6 | 1 | 0 | 5 | 15 | 23 | 2  | 0  | 121 | 166 | - 45 |
| Rugby Parme              | 5   | 6 | 1 | 0 | 5 | 9  | 39 | 1  | 0  | 79  | 271 | -192 |

## Joueurs et encadrement technique

### Encadrement technique
Patrice Lagisquet (arrières) et Jacques Delmas (avants) entraînent l'équipe. Ils sont assistés des préparateurs physiques Olivier Rieg, Isabelle Patron et Jean-Michel Kaempf.

### Effectif professionnel
Deux des joueurs de l'effectif sont issus des filières de formation biarrotes (Philippe Bidabé et Julien Dupuy).
Le capitaine désigné à l'intersaison est Benoît August en remplacement de Thomas Lièvremont qui refuse le rôle après avoir été mis sur le banc des remplaçants lors de la finale du championnat de France 2006. Il est suppléé en cours de saison par Jérôme Thion, Imanol Harinordoquy, Dimitri Yachvili et Julien Dupuy.
| Nom                      | Poste            | Date de naissance | Nationalité sportive | Sélections (PM) | Club précédent           | Arrivée au club | Formé au club |
| ------------------------ | ---------------- | ----------------- | -------------------- | --------------- | ------------------------ | --------------- | ------------- |
| Denis Avril              | Pilier           | 31 octobre 1972   | France               | 1 (0)           | Stade niortais           | 1996            | -             |
| Petru Vladimir Balan     | Pilier           | 12 juillet 1976   | Roumanie             | 21 (5)          | FC Grenoble              | 2003            | -             |
| Gastón de Robertis       | Pilier           | 12 mai 1980       | Argentine            | 1 (0)           | Amatori Catane           | 2006            | -             |
| Benoît Lecouls           | Pilier           | 22 mars 1978      | France               | -               | Stade toulousain         | 2004            | -             |
| Kasiano Lealamanu’a      | Pilier           | 15 décembre 1976  | Samoa                | 11 (0)          | Wellington               | 2004            | -             |
| Mosese Moala             | Pilier           | 14 juin 1978      | Tonga                | 2 (0)           | US Tours                 | 2006            | -             |
| Hedley Wessels           | Pilier           | 27 octobre 1975   | Afrique du Sud       | -               | Griquas                  | 2006            | -             |
| Benoît August            | Talonneur        | 20 décembre 1976  | France               | -               | Stade français           | 2004            | -             |
| Benjamin Noirot          | Talonneur        | 17 décembre 1980  | France               |                 | US Dax                   | 2005            | -             |
| Manuel Carizza           | Deuxième ligne   | 23 août 1984      | France               | 1 (0)           | Jockey Club Rosario      | 2005            | -             |
| Yohann Carpentier        | Deuxième ligne   | 15 juin 1985      | France               | -               | Stade rochelais          | 2006            | -             |
| David Couzinet           | Deuxième ligne   | 7 juin 1975       | France               | 2 (0)           | SU Agen                  | 2002            | -             |
| Santiago Dellapè         | Deuxième ligne   | 9 mai 1978        | Italie               | 32 (5)          | SU Agen                  | 2006            | -             |
| Trevor Hall              | Deuxième ligne   | 2 octobre 1978    | Afrique du Sud       | -               | Cats                     | 2006            | -             |
| Jean-Baptiste Roidot     | Deuxième ligne   | 9 mars 1988       | France               | -               | CS Bourgoin-Jallieu      | 2006            | -             |
| Jérôme Thion             | Deuxième ligne   | 2 décembre 1977   | France               | 20 (0)          | USA Perpignan            | 2003            | -             |
| Serge Betsen             | Troisième ligne  | 25 mars 1974      | France               | 48 (40)         | CS Clichy                | 1992            | -             |
| Mohamed Dridi            | Troisième ligne  | 5 juin 1983       | France               | -               | RC Toulon                | 2006            | -             |
| Imanol Harinordoquy      | Troisième ligne  | 20 février 1980   | France               | 35 (45)         | Section paloise          | 2004            | -             |
| Thomas Lièvremont        | Troisième ligne  | 6 novembre 1973   | France               | 32 (20)         | USA Perpignan            | 2000            | -             |
| Steve Malonga            | Troisième ligne  | 6 juin 1982       | France               |                 | Massy                    | 2004            | -             |
| Gonzalo Padro            | Troisième ligne  | 13 juin 1983      | Italie               | -               | Rugby Rovigo             | 2006            | -             |
| Julien Dupuy             | Demi de mêlée    | 19 décembre 1983  | France               | -               | -                        | -               | oui           |
| Sébastien Tillous-Bordes | Demi de mêlée    | 19 décembre 1983  | France               | -               | FC Oloron                | 2004            | -             |
| Dimitri Yachvili         | Demi de mêlée    | 19 septembre 1980 | France               | 26 (204)        | Gloucester RFC           | 2002            | -             |
| Benjamin Dambielle       | Demi d'ouverture | 15 juillet 1985   | France               | -               | FC Auch                  | 2004            | -             |
| Thibault Duvallet        | Demi d'ouverture | 27 mai 1986       | France               | -               | CA Périgueux             | 2005            | -             |
| Julien Peyrelongue       | Demi d'ouverture | 2 avril 1981      | France               | 6 (3)           | Peyrehorade Sports       | 2000            | -             |
| Marcelo Bosch            | Centre           | 7 janvier 1984    | Argentine            | -               | Belgrano AC              | 2006            | -             |
| Romain Cabannes          | Centre           | 2 décembre 1984   | France               | -               | Section paloise          | 2006            | -             |
| Martín Gaitán            | Centre           | 15 juin 1978      | Argentine            | 7 (35)          | Club Atlético San Isidro | 2002            | -             |
| Denis Lison              | Centre           | 25 février 1983   | France               | -               | FC Grenoble              | 2005            | -             |
| Andrea Masi              | Centre           | 30 mars 1981      | Italie               | 25 (25)         | Rugby Viadana            | 2006            | -             |
| Damien Traille           | Centre           | 11 mars 1972      | France               | 44 (79)         | Section paloise          | 2004            | -             |
| Andrea Bacchetti         | Ailier           | 4 juillet 1988    | Italie               | -               | Rugby Rovigo             | 2006            | -             |
| Philippe Bidabé          | Ailier           | 13 janvier 1978   | France               | 2 (0)           | -                        | -               | oui           |
| Sireli Bobo              | Ailier           | 28 janvier 1976   | Fidji                | 7 (30)          | Overmarch Parme          | 2005            | -             |
| Jean-Baptiste Gobelet    | Ailier           | 13 mars 1982      | France               | -               | AS Montferrand           | 2002            | -             |
| Jimmy Marlu              | Ailier           | 25 mai 1977       | France               | 3 (0)           | AS Montferrand           | 2003            | -             |
| Mathieu Acebes           | Arrière          | 1er août 1987     | France               | -               | Boucau Tarnos Stade      | 2005            | -             |
| Nicolas Brusque          | Arrière          | 7 août 1976       | France               | 26 (38)         | Section paloise          | 2001            | -             |

### Statistiques individuelles
Le joueur le plus utilisé de l'effectif en championnat est Philippe Bidabé avec 1831 minutes de jeu disputées en 24 matchs. En Heineken Cup, Serge Betsen est le joueur qui totalise le temps de jeu le plus élevé avec 513 minutes disputées.
Toutes compétitions confondues, les cinq joueurs les plus utilisés sont Serge Betsen (2214 minutes), Philippe Bidabé (2203), Nicolas Brusque (1985), Julien Peyrelongue (1966) et Benoît August (1729).
L'équipe-type toutes compétitions confondues (en nombre de minutes jouées) est la suivante : Brusque - Bidabé, Cabannes, Traille, Bobo - Peyrelongue, Yachvili - Lièvremont, Harinordoquy, Betsen - Couzinet, Thion - Lecouls, August, Balan
Le demi-de-mêlée Dimitri Yachvili est le meilleur réalisateur du club en championnat avec 204 points à son actif (tous inscrits au pied), devant Julien Dupuy (74 points, dont 64 au pied) et Benjamin Dambielle (13 points au pied). Toutes compétitions confondues, il inscrit 249 points dont 229 au pied, devant Julien Dupuy (86 points dont 76 au pied).
Philippe Bidabé, avec 9 essais inscrits en Top 14, termine meilleur marqueur du club en championnat devant Jean-Baptiste Gobelet (5), Marcelo Bosch (4), Serge Betsen, Sireli Bobo, Nicolas Brusque et Mohamed Dridi (3). Toutes compétitions confondues, Philippe Bidabé est en tête avec 11 réalisations, suivi de Sireli Bobo (9), Marcelo Bosch et Jean-Baptiste Gobelet (6) et Serge Betsen et Mohamed Dridi (4).

## Aspects juridiques et économiques

### Structure juridique et organigramme
| Direction | Administratif | Sportif |
| --- | --- | --- |
| - Président : Marcel Martin - Président de l'association omnisports : Roland Héguy - Direction administrative et financière : Gilles Viard, Pierre Bousquier, Gwenaëlle Carrère, Roland Labarthe, Yves Blum, Audrey Belain, Jean-François Astruc | - Responsables sécurité : Bernard Lejeune, Bertrand Arcamone - Commission partenariat : Michel Langla, Bernard Forestier, Georges Salle, Virginie Condret, Bénédicte Scribans, Jean Lissalde, Inès Personnaz, Alain Coret, Claire Derousseaux - Speaker : Jean-Louis Berho | - Entraîneurs : Patrice Lagisquet et Jacques Delmas - Directeur du centre de formation : Maurice Lesgourgues - Commission sportive : Georges Darrieumerlou, Jean-Pierre Barbertéguy - Préparateurs physiques : Olivier Ducourt, Olivier Rieg - Médecins : Jean-Louis Rebeyrol, Guy Rodriguez, Didier Charrel, Patrice Boutevin, Christophe Cordonnier, Bernard Vargues, Laurent Etchebarne - Intendance : Jean-Baptiste Arla, Jean Barbertéguy, Bernard Laborde |

### Tenues, équipementiers et sponsors
Le Biarritz olympique est équipé par la marque Puma pour la deuxième saison consécutive.
L'équipe évolue avec trois jeux de maillots. Pour la première fois, le maillot ne comporte plus de col :
- un maillot rouge sur la partie supérieure et blanc sur la partie inférieure. Le short et les chaussettes sont uniformément rouges ;
- un maillot noir avec la manche droite blanche et la manche gauche rouge. Le short et les chaussettes sont uniformément noires ;
- un maillot blanc avec la manche droite verte et la manche gauche rouge. Le short et les chaussettes sont uniformément blancs.

L’unique sponsor apparaissant sur le maillot est Cap Gémini, entreprise présidée par Serge Kampf.

## Affluence au stade
Le stade Aguilera dispose d'une nouvelle capacité de 13 500 places assises à la suite de la construction de la tribune Serge Kampf en remplacement de la tribune Haget durant la saison précédente. Une rencontre est délocalisée : le quart de finale de Heineken Cup contre Northampton en avril 2006 au stade d'Anoeta de Saint-Sébastien.

Toutes compétitions confondues, 136 500 entrées sont enregistrées pour les 16 rencontres disputées au Parc des Sports d'Aguiléra, l'affluence moyenne du club à domicile est de 8 531 spectateurs, soit un taux de remplissage de 63 %.
Affluence à domicile (Parc des Sports d’Aguiléra)